# Kaakkurijärvi (Gällivare socken, Lappland, 749646-173511)
Kaakkurijärvi är en sjö i Gällivare kommun i Lappland och ingår i Kalixälvens huvudavrinningsområde. Sjön har en area på 0,0854 kvadratkilometer och ligger 356,9 meter över havet.

## Delavrinningsområde
Kaakkurijärvi ingår i det delavrinningsområde (749408-173590) som SMHI kallar för Mynnar i Lintujoki. Medelhöjden är 390 meter över havet och ytan är 11,53 kvadratkilometer. Det finns inga avrinningsområden uppströms utan avrinningsområdet är högsta punkten. Salmijoki som avvattnar avrinningsområdet har biflödesordning 3, vilket innebär att vattnet flödar genom totalt 3 vattendrag innan det når havet efter 267 kilometer. Avrinningsområdet består mestadels av skog (92 procent). Avrinningsområdet har 0,57 kvadratkilometer vattenytor vilket ger det en sjöprocent på 5 procent.